# Al-Quadin Muhammad
Al-Quadin Muhammad (Irvington, 28 marzo 1995) è un giocatore di football americano statunitense che milita nel ruolo di defensive end per gli Indianapolis Colts della National Football League (NFL). Fu scelto nel corso del 6º giro (196º assoluto) del Draft NFL 2017 dai New Orleans Saints. Al college ha giocato a football a Miami.

## Carriera universitaria
Muhammad si iscrisse all'Università di Miami nel 2013. Nella sua prima stagione con i Miami Hurricanes, come freshman, Muhammad disputò cinque partite, facendo registrare sei tackle e 2,0 sack. Muhammad ricevette una sospensione che lo costrinse a saltare la stagione 2014, dopo una lita con un compagno di stanza. Nel 2015 disputò 12 partite e terminò la stagione totalizzando 54 placcaggi (di cui 8,5 con perdita di yard) e 5,0 sack. Nel 2016, Muhammad venne sospeso e successivamente espulso dalla squadra insieme al compagno di squadra Jermaine Grace, a causa di un loro coinvolgimento in uno scandalo riguardante delle auto a noleggio di lusso.

## Carriera professionistica

### New Orleans Saints
Muhammad fu scelto nel corso del 6º giro (196º assoluto) del Draft NFL 2017 dai New Orleans Saints. Debuttò nella partita del primo turno contro i Minnesota Vikings. Terminò la stagione 2017 con quattro presenze e un tackle.
Il 1º settembre 2018, Muhammad venne svincolato dai Saints.

### Indianapolis Colts
Il 2 settembre 2018, Muhammad firmò con gli Indianapolis Colts. Il 4 ottobre 2018 venne svincolato e ri-firmato alla squadra di allenamento. Fu promosso alla prima squadra il 13 ottobre 2018. Terminò la stagione 2018 con 19 presenze (di cui quattro da titolare), 28 placcaggi totali (16 solitari e 12 assistiti), un fumble recuperato e un passaggio deviato.

### Chicago Bears
Il 20 marzo 2022 Muhammad firmò un contratto biennale con i Chicago Bears.

### Ritorno ai Colts
Il 25 luglio 2023 Muhammad firmò un contratto di un anno per fare ritorno ai Colts.